# Distrito electoral de Cozad (condado de Dawson, Nebraska)
Cozad (en inglés: Cozad Precinct) es un distrito electoral ubicado en el condado de Dawson en el estado estadounidense de Nebraska. En el Censo de 2010 tenía una población de 152 habitantes y una densidad poblacional de 3,33 personas por km².

## Geografía
Cozad se encuentra ubicado en las coordenadas 40°50′25″N 99°55′39″O / 40.84028, -99.92750. Según la Oficina del Censo de los Estados Unidos, Cozad tiene una superficie total de 45.65 km², de la cual 45.37 km² corresponden a tierra firme y (0.61%) 0.28 km² es agua.

## Demografía
Según el censo de 2010, había 152 personas residiendo en Cozad. La densidad de población era de 3,33 hab./km². De los 152 habitantes, Cozad estaba compuesto por el 93.42% blancos, el 3.95% eran de otras razas y el 2.63% pertenecían a dos o más razas. Del total de la población el 4.61% eran hispanos o latinos de cualquier raza.